# Pentecostalismo unicitario
El pentecostalismo unicitario, también llamado pentecostalismo del nombre de Jesucristo, es una de las cuatro ramas del pentecostalismo. Se caracteriza por practicar la doctrina de la Unicidad de Dios, es decir, de modo tal que su Doctrina conlleva no creer en la Trinidad y considerar al «Padre», «Hijo» y «Espíritu Santo» como manifestaciones del mismo Jehová(יהוה). Sus creyentes se caracterizan por practicar el bautismo en el nombre de Jesucristo y el hablar en nuevas lenguas por el Espíritu Santo. 
Su unicitarismo lo basan en el monoteísmo estricto interpretado en el Tanaj (Deuteronomio, capítulo 6, verso 4). 
El movimiento Pentecostal unicitariosuele ser frecuentemente criticado por los movimientos pentecostales trinitarios. A algunos practicantes aislados se les ha criticado además sus posturas arrianistas.no obstante, el Arrianismo, históricamente hablando, realmente aportó conceptos básicos en la construcción de la contra tesis, el dogma de la trinidad. El teólogo unicitario David Bernard consideraba al «monarquianismo modalista» y la «unicidad» como esencialmente lo mismo (siempre que no se entendiera «modalismo» como patripasianismo), y negaba rotundamente cualquier conexión con el arrianismo en la doctrina unicitaria.
Hacia 2007 se estimaban en cuarenta millones de pentecostales unicitarios en el mundo.

## Organizaciones religiosas

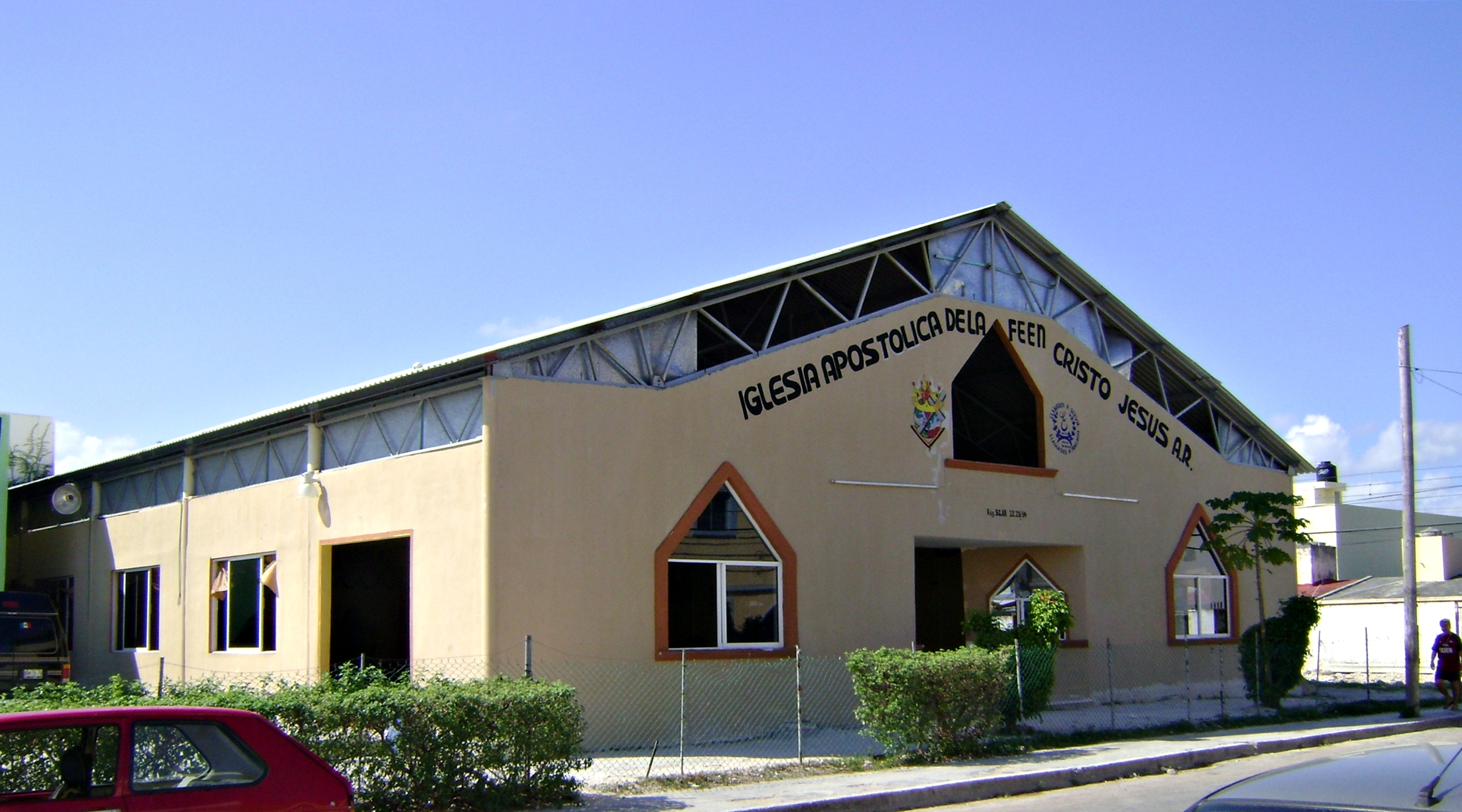
Primera Iglesia Apostólica de la Fe en Cristo Jesús en Cancún, México. La organización se identifica con el pentecostalismo unicitario.

Las organizaciones pentecostales unicitarias son numerosas. Entre las principales, se pueden mencionar: 
- Iglesia Pentecostal Unida Internacional
- Iglesia Pentecostal Unida de Colombia (IPUC)
- Iglesia Pentecostal Unida Incorporada de la República Dominicana (IPURD)
- Iglesia Pentecostal Unida de México (IPUM)
- Iglesia Pentecostal Unida de Guatemala (IPUG)
- Iglesia Pentecotal Unida de El Salvador (IPUL) (El Salvador)
- Iglesia Pentecostal Unida Latinoamericana (IPUL) (México, Estados Unidos, Canadá)
- Iglesia Pentecostal del Nombre de Jesús (IPNJ) Venezuela
- Iglesia Pentecostal Unida Internacional del Ecuador (IPUIE)
- Iglesia Pentecostal Unida del Perú (IPUP)
- Iglesia Pentecostal Unida de Bolivia (IPUB)
- Iglesia Pentecostal Unida de la Argentina (IPUA)
- Iglesia Pentecostal Unida de Chile (IPU Chile)
- iglesia apostólica monte tabor (El salvador)
- La Asamblea Apostólica de la Fé en Cristo Jesús (Estados Unidos principalmente)
- La Iglesia Apostólica de la Fe en Cristo Jesús (México principalmente)
- Iglesia Evangélica Apostólica del Nombre de Jesús (IEANJ Ecuador)
- Iglesia Pentecostal Unida Nacional (IPUN)
- Iglesia Pentecostés Jesucristo es Dios (Visión sin Fronteras)
- Iglesia Pentecostés Unida Internacional de Colombia (IPUIC)
- Iglesia Evangélica Cristiana Espiritual (IECE)
- Iglesia pentecostal La Senda Antigua (Estados Unidos principalmente)
- Iglesia Pentecostal Unida de España
- Iglesia Pentecostal Unida en Europa